# Santo Stefano del Sole
Santo Stefano del Sole – miejscowość i gmina we Włoszech, w regionie Kampania, w prowincji Avellino.
Według danych na 1 stycznia 2022 roku gminę zamieszkiwało 2060 osób (1007 mężczyzn i 1053 kobiety).